# Metro de Hangzhou
El Metro de Hangzhóu (Chino simplificado: 杭州地铁) es el sistema de transporte de masas de la ciudad-subprovincia de Hangzhou capital de la provincia de Zhejiang, República Popular China. La construcción comenzó en marzo de 2006, y su Línea 1 se completó el 24 de noviembre de 2012.
Al inaugurarse la Fase I, Hangzhóu se convirtió en la ciudad número 16 de la República Popular China en tener un sistema de tránsito rápido. La primera línea, la Línea 1 cuenta con 48 kilómetros de longitud y 30 estaciones. La línea 1 tuvo un costo estimado de 22 mil millones de yuanes. La línea 1 empieza en el lago Xiaoshan y se extiende por el centro de Hangzhóu hacia el Noroeste. La línea 1 conecta el centro de Hangzhóu con zona suburbana de la ciudad. El gobierno de la ciudad planea construir 8 líneas de metro, con una longitud total de 278 km en 2032.
En enero de 2009, se anunció que la corporación MTR de Hong Kong podrá operar e invertir 22 mil millones de yuanes (USD 3.2 mil millones) con la participación del 49% conjunta con el gobierno de la ciudad.

## Historia
La planificación de un sistema de metro de la ciudad comenzó en la década de 1990 y estaba a punto de comenzar las obras de construcción en septiembre de 2003, pero el Consejo de Estado suspendió la construcción debido a los costos. El Consejo de Estado aprobó la planificación de un sistema de transporte rápido el 6 de junio de 2005. Hangzhou Metro Group Co. Ltd construirá y operará el sistema de metro en la ciudad oriental china. El diseño preliminar de la Línea 1 fue aprobado el 11 de enero de 2007 por la Comisión de Desarrollo y Reforma, después de cuatro días de trabajo por parte de expertos. La línea de 47,97 kilómetros tiene 41,36 km subterráneos, 6,14 km elevados, y 470 m a nivel del suelo.

## Construcción
La construcción de la primera fase ,la Línea 1 inició el 28 de marzo de 2007 y las fases posteriores se iniciaron en junio, agosto y octubre del mismo año. La primera fase incluye nueve estaciones . La financiación de la Línea 1 provino tanto del gobierno de la ciudad y de los bancos. La primera fase de construcción se estima en 45 millones de yuanes.
Actualmente se encuentra en construcción la línea 2 entre Sushan (al sudeste de la ciudad) y Ping-yao (al noroeste), interconectando con la Línea 1 a la altura de la Avenida Qingchun en el centro de la ciudad.

## Accidente
El 15 de noviembre de 2008, una sección de 75 metros de túnel cerca de la avenida Fengqing en el distrito Xiaoshan colapsó mientras estaba en construcción, matando a 17 personas.